# Elizabeth Magie
Elizabeth Magie Phillips (Macomb, 1866. május 9. – Arlington megye, 1948. március 2.)  amerikai játéktervező, író és feminista. Ő alkotta meg a "The Landlord's Game" társasjátékot, amely a mai Monopoly elődje lett.

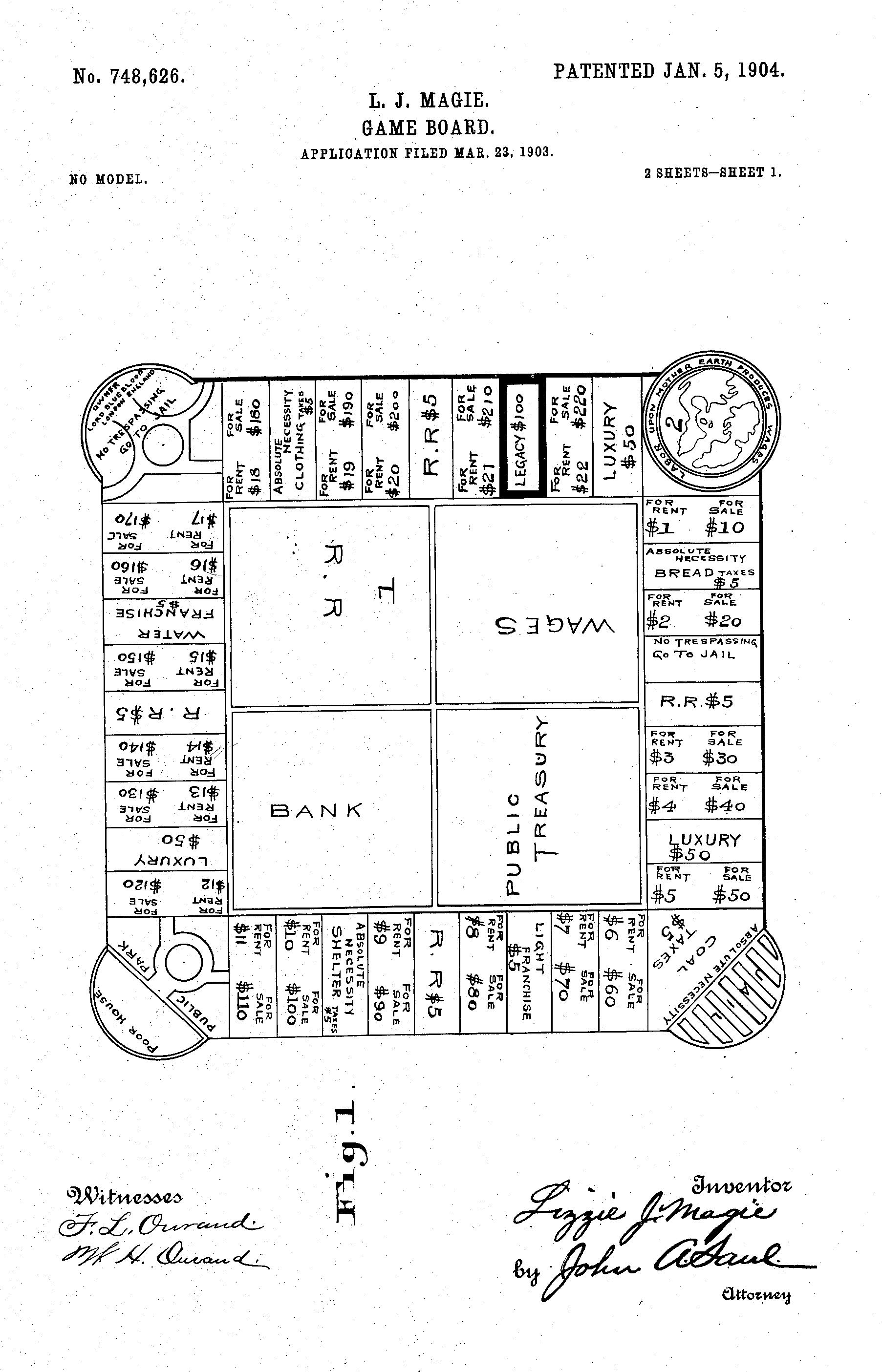
Landlord's Game

## Élete
Apja James Magie újságkiadó és abolicionista, aki Abraham Lincolnt kísérte politikai útjain Illinoisban.
Elizabeth Magie az 1880-as évek elején gyorsíróként dolgozott, novellákat, verseket írt, színészkedéssel és mérnöki munkával is foglalkozott. 1906-ban riporterként is dolgozott.
Olyan társasjátékot alkotott, amely tükrözte politikai nézeteit, amelyek Henry George elméletein alapultak. A "The Landlord's Game"-nek kezdetben két szabálykészlete volt: egy antimonopolista verzió, ahol mindenki jutalmat kapott, ahogy nőtt a vagyon, és egy monopolista verzió, amelynek célja az egyéni vagyon felhalmozása és az ellenfelek csődbe juttatása volt. Célja az volt, hogy bemutassa a kooperáció erkölcsi fölényét a versengéssel szemben. 1904. január 5-én az Egyesült Államok Szabadalmi és Védjegyhivatalától megkapta a 748626 számú szabadalmat erre a játékra.
1910-ben férjhez ment Albert Phillipshez, és együtt a USA keleti partjára költöztek. 1924-ben szabadalmaztattak egy módosított változatot a játékból, amely az 1509312 számú szabadalmat kapta. Mivel az eredeti szabadalom 1921-ben lejárt, ezt úgy tekintették, mint egy próbálkozást a játék feletti irányítás visszaszerzésére, ami népszerűvé vált a diákok körében.
1932-ben a Monopolyt kiadó Parker Brothers 500 dollárért megvásárolta a szabadalmaikat.
A hozzájárulása a Monopoly létrehozásához véletlenül derült ki, amikor 1973-ban Ralph Anspach gazdaságtan-professzor hosszadalmas jogi csatát indított a Parker Brothersszel saját "Anti-Monopoly" című játéka miatt. A tárgyalás során fedezte fel Magie szabadalmainak létezését.